# São João (Lissabon)
São João ist eine Gemeinde (Freguesia) im portugiesischen Kreis Lissabon.
 In ihr leben 14.518 Einwohner (Stand 30. Juni 2011).

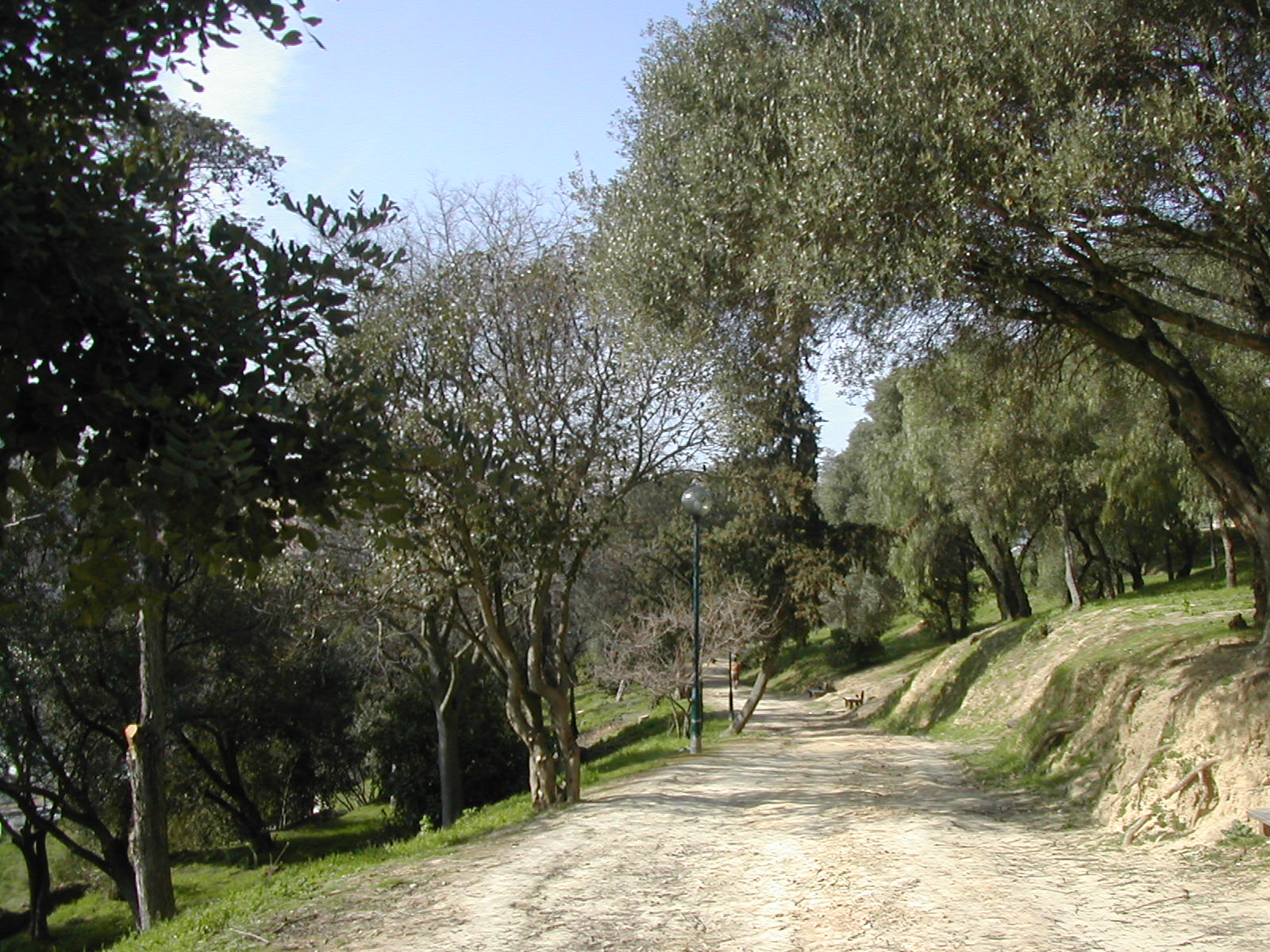
Parque da Madre de Deus bei Beato

Hier befindet sich mit dem Cemitério do Alto de São João einer der größten Friedhöfe der Stadt.